# Henry Caerlof
Henry Caerlof était un navigateur, aventurier et marchand néerlandais d'origine polonaise, né en 1621 ou 1622 à Rostock, alors partie du duché de Finlande (Empire suédois), et mort vers 1693. Il a contribué à l'histoire du Ghana en travaillant essentiellement à l'implantation d'Européens sur l'ancienne Côte de l'Or, fit commerce d'esclaves, et termina sa vie comme gouverneur de Tobago vers 1677.

## Biographie
Il existe peu d'éléments sur les origines et la jeunesse de Henry Caerlof. 
Entre les années 1640 et les années 1650, il facilita plusieurs implantations européennes, dont celle des néerlandais puis des Danois sur le site de l'actuelle capitale, Accra, mais également des Suédois, un peu plus à l'ouest à Carolusburg, devenue en 1665 le Fort de Cape Coast des Anglais.
Il fut un marin actif au service de la Compagnie néerlandaise des Indes occidentales, et partit en 1641 en Angola, où il participa à la guerre contre les Portugais avant de rencontrer à Liège Laurens de Geer, le fils de l'industriel suédois Louis De Geer, d'origine wallonne, qui a réussi à développer de nombreuses forges de fer en Suède et souhaite se servir de ses produits pour commercer avec l'Afrique. Laurens de Geer a ainsi créé en 1647 la Compagnie suédoise d'Afrique. Cette compagnie est en fait presque complètement hollandaise, par ses capitaux comme par son effectif de marins. 
Caerlof a alors négocié en 1649 la création du futur « petit Accra », autour d'un comptoir ouvert en 1642 par les Néerlandais, Fort Crèvecœur, situé à une journée de marche de l'actuelle capitale, Accra. Un peu plus tard au même endroit, en 1652, Caerlof construisit le futur Fort Christiansborg, alors appelé Fort Osu, avec la permission du dey de Fetu, devenu son ami et son partenaire en affaires.
Le fort était alors encore de dimension modeste, pour le commerce. Il aida aussi les Suédois à installer des comptoirs sans fortifications, en bonne amitié avec les chefs locaux, mais cette fois dans la partie ouest du littoral, en particulier sur le site que les Portugais appelaient Cabo Corto et qui devient en 1650, grâce à Henry Caerlof, le Carolusburg des Suédois, et plus tard, en 1663, le Fort de Cape Coast des Anglais, lorsque ceux-ci le reprirent par la force aux Danois.
En 1655, il repartit en laissant les sites africains sous la garde de Krusenstjerna, un des rares Suédois de l'entreprise. Il revint en 1657 mais avait entre-temps changé de pavillon, pour se placer sous celui des Danois, traditionnels rivaux de Suédois, qui avaient décidé, sous la monarchie du Christian V de les concurrencer jusqu'en Afrique. Il revint avec une force navale danoise et Carolusburg tomba aux mains des Danois, non sans une résistance farouche.
Il repart pour l'Europe en 1659, après avoir confié le site à Samuel Smit, avec dans ses cales Krusenstjerna enchaîné, et une cargaison d'or pour le roi du Danemark. Mais, entre-temps, les deux pays ont fait la paix. Il est accusé de trahison, sa tête est donc mise à prix et il doit fuir à Anvers.
En 1660, le contrôle de Carolusburg est passé à la Compagnie néerlandaise des Indes occidentales, qui avait réussi à faire croire à Samuel Smit que la Suède avait vaincu le Danemark. Celui-ci se plaça sous le pavillon hollandais, mais le dey de Fetu considéra que c'était une trahison envers son ami. Finalement, ce sont les derniers suédois restés dans la région qui mettent la main sur un stock d'or au fort voisin de Kormantin et rachètent Carolusburg au dey de Fetu. Puis Fort Christiansborg revient à nouveau au Danemark, en 1661. La Côte-de-l'Or danoise se développa ainsi à partir de Fort Christiansborg. En 1663, c'est la Compagnie néerlandaise des Indes occidentales qui reprend à nouveau Carolusburg aux Suédois. Les Danois décidèrent d'installer un autre fort, sur une colline non loin de Carolusburg, afin de pouvoir le bombarder. La Compagnie danoise des Indes occidentales négocie l'achat du terrain avec le dey de Fetu et confie l'opération à Jos Cramer, un autre ancien de la Compagnie néerlandaise des Indes occidentales. Il construit sur la colline Fort Fredriksborg un petit fort triangulaire qui devient la capitale de cette partie des colonies danoises, vite transférée ensuite à Fort Christiansborg.
En 1662, Caerlof part pour les Antilles. En 1664, présent en Guadeloupe, il est engagé comme conseiller au nom de Jean-Baptiste Colbert pour le compte de la Compagnie française des Indes occidentales. Sa mission est de convoyer des esclaves depuis l'Afrique jusqu'aux Antilles, recevant en échange du sucre qu'il transporte jusqu'en France. Les comptes laissent apparaître qu'il transporta des milliers d'esclaves, triangulant entre Le Havre, le golfe de Guinée ou l'Angola et les Antilles.
En 1676, Caerlof négocie pour les Provinces-Unies l'implantation de nouveaux colons à Tobago, avec l'accord du roi Guillaume III d'Orange-Nassau, et afin de contrer les prétentions de la France. Le 21 février 1677, le capitaine Jean II d'Estrées touche l'île avec 27 navires et plus d'un millier de colons, qui se retrouvent face à 15 navires hollandais commandé par Jacob Binckes. C'est la fameuse bataille de Tobago qui se déroule le 3 mars.
Caerlof n'est sans doute ensuite pas nommé gouverneur de Tobago et on ignore ses liens avec Binckes, ni ce qu'il lui arriva après la victoire de d'Estrées, le 12 décembre 1677, revenu reprendre ses bateaux et conquérir l'île. Il semble avoir fini en prison.